# Cordilheira Bernina
A cordilheira Bernina ou maciço Bernina é uma cordilheira nos Alpes, na Suíça oriental e norte da Itália. Faz parte dos Alpes Centrais Orientais e é uma das mais altas dos Alpes, coberta por numerosos glaciares. O Piz Bernina (4 049 m) é o seu pico mais alto, e um dos mais orientais grandes montes dos Alpes. O mais escalado na cordilheira é, no entanto, o  Piz Palü.
O maçico Bernina situa-se entre a Alta Engadina a Norte e o vale do rio Adda a Sul,  a montante do lago de Como, e  a Leste rodeado pela Cordilheira de Oberhalbstein e a cordilheira Albula a Norte, a Alpes de Livigno a Leste - depois do passo  Bernina - e os Pré-Alpes Bergamascos a Sul e os Alpes Lepontinos a Oeste.
O termo Alpes de Bernina (em alemão:  Bernina Alpen) também se usa em sentido lato para incluir as cordilheiras de Bernina e Bregaglia.

## Subdivisão
Segundo a definição do esquema SOIUSA a Cordilheira Bernina é um grupo com a seguinte classificação:
- Grande parte = Alpes Orientais
- Grande sector = Alpes Centrais Orientais
- Secção = Alpes Réticos Ocidentais
- Sub-secção = Alpes de Bernina
- Supergrupo = Cordilheira Bernina-Scalino
- Grupo = Cordilheira Bernina
- Código = II/A-15.III-A.1

Segundo a classificação SOIUSA, o maciço Bernina subdivide-se em 5 Sub-grupos alpino:
- Sub-grupo Tre Mogge (a)
- Sub-grupo Gluschaint (b)
  - Tergo Gluschaint (b/a)
  - Piz Corvatsch (b/b)
- Sub-grupo do Bernina (c)
- Sub-grupo do Zupò (d)
- Sub-grupo do Piz Palü (e)

## Picos
Os principais picos do maciço Bernina são:
| Pico            | Altitude (m/pés) | Altitude (m/pés) |
| --------------- | ---------------- | ---------------- |
| Piz Bernina     | 4 049            | 13 304           |
| Piz Zupò        | 3 995            | 13 110           |
| Piz Alv         | 3 995            | 13 110           |
| Piz Scerscen    | 3 971            | 13 028           |
| Piz Argient     | 3 945            | 12 943           |
| Piz Roseg       | 3 937            | 12 916           |
| Bellavista      | 3 922            | 12 867           |
| Piz Palü        | 3 905            | 12 835           |
| Crast' Agüzza   | 3 869            | 12 694           |
| Piz Morteratsch | 3 751            | 12 306           |
| Piz Tschierva   | 3 546            | 11 634           |
| Piz Varuna      | 3 462            | 11 359           |
| Piz Corvatsch   | 3 451            | 11 322           |
| Piz Tremoggia   | 3 441            | 11 289           |
| Piz Badile      | 3 308            | 10 853           |

## Glaciares
Os principais glaciar/geleiras no maciço são:

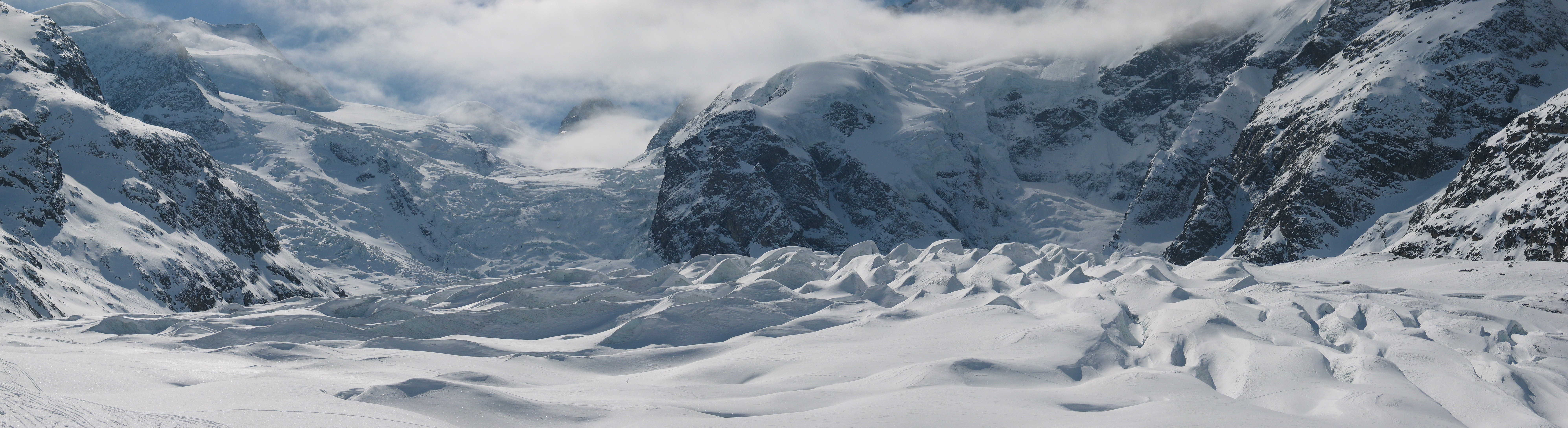
Panorama do glaciar Morteratsch no Maciço Bernina.

- Glaciar Forno
- Glaciar Morteratsch
- Glaciar Palü
- Glaciar Pers
- Glaciar Roseg
- Glaciar Tschierva

## Passos de montanha
Os principais passos de montanha no Bernina são:
| Passo de montanha   | Local                                        | tipo          | Altitude (m) |
| ------------------- | -------------------------------------------- | ------------- | ------------ |
| Passo Bellavista    | Pontresina                                   | neve          | 3 684        |
| Passo Crast' Agüzza | Pontresina                                   | neve          | 3 601        |
| Passo Tschierva     | Pontresina                                   | neve          | 3 527        |
| Passo Sella         | Pontresina                                   | neve          | 3 304        |
| Passo Bondo         | Bondo                                        | neve          | 3 117        |
| Passo Castello      | Morbegno n                                   | neve          | 3 100        |
| Passo Tremoggia     | Sils                                         | neve          | 3 021        |
| Passo Mello         | Chiareggio                                   | neve          | 2 991        |
| Passo Diavolezza    | Estrada de Bernina ao glaciar de Morteratsch | neve          | 2 977        |
| Passo Zocca         | Vicosoprano                                  | neve          | 2 743        |
| Passo Muretto       | Distrito de Maloja                           | en parte neve | 2 557        |
| Passo Bernina       | Pontresina                                   | estrada       | 2 330        |
| Passo Maloja        | St Moritz                                    | estrada       | 1 809        |

## Cabanas de montanha
Há muitas cabanas com e sem pessoal no maciço Bernina.
| Nombre               | Altitude (m) | País   | Local                  |
| -------------------- | ------------ | ------ | ---------------------- |
| Cabana Coaz          | 2 610        | Suíça  | Fin de Val Roseg       |
| Refúgio Marco e Rosa | 3 597        | Itália | Fronteira Itália-Suíça |